# Leopold Gudenus
Leopold hrabě von Gudenus (15. září 1843 Mühlbach – 1. října 1913 Ulrichskirchen) celým jménem Leopold Gabriel Ludvík Ghislain von Gudenus byl rakouský šlechtic a politik německé národnosti, v 2. polovině 19. století poslanec Říšské rady a maršálek Dolnorakouského zemského sněmu. Později zastával funkce u vídeňského dvora, nakonec byl císařským nejvyšším komořím (1904–1913) a stal se rytířem Řádu zlatého rouna. Spolu se svými sourozenci byl v roce 1907 povýšen do hraběcího stavu.

## Biografie

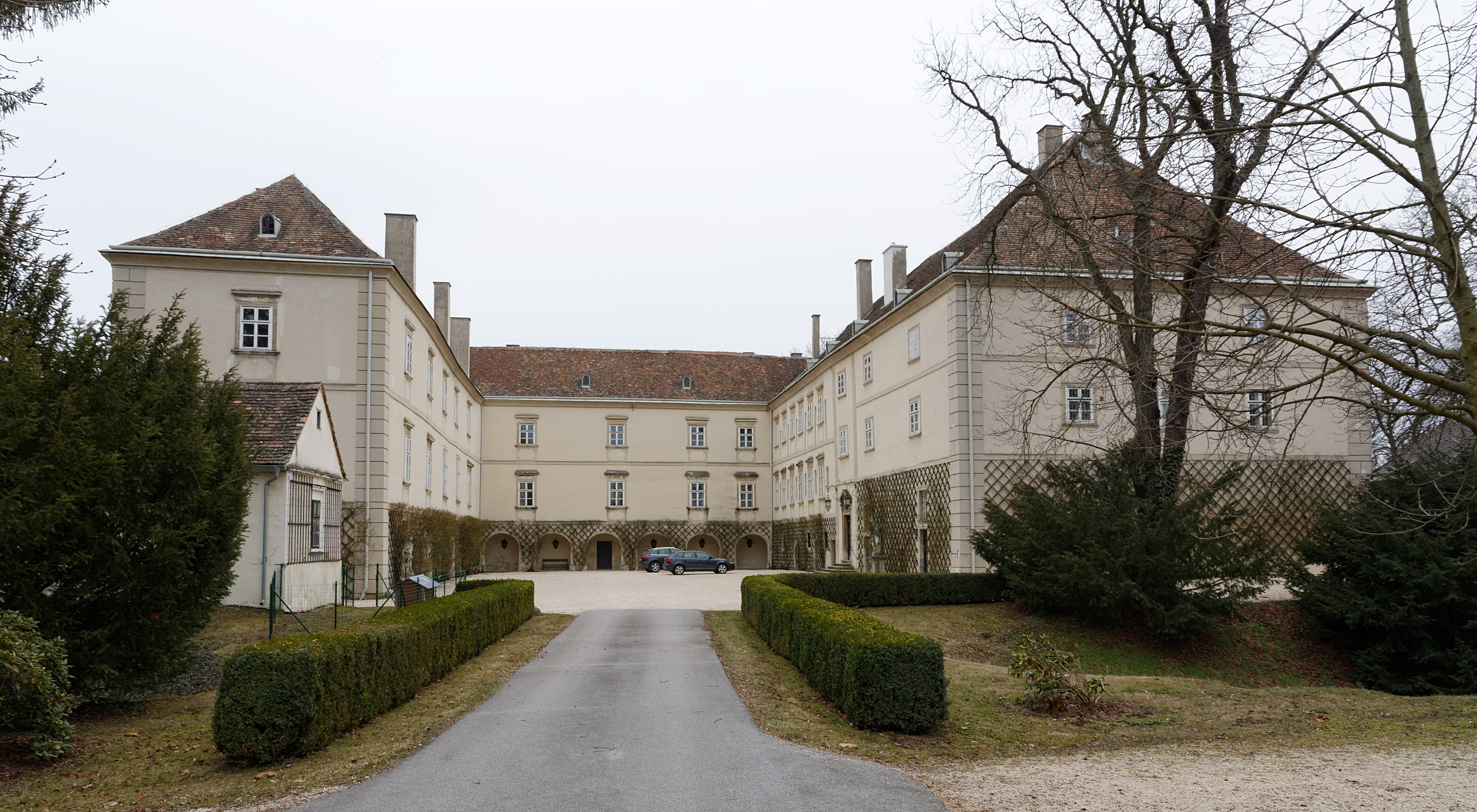
Zámek Ulrichskirchen v Dolním Rakousku, sídlo Leopolda Gudenuse

Pocházel ze starého rakouského šlechtického rodu Gudenusů, který vlastnil majetek v Dolním Rakousku, ale také v Čechách a na Moravě. Narodil se do početné rodiny barona Gabriela Gudenuse (1795–1879) a jeho manželky Luisy, rozené Bartensteinové (1814–1878) jako třetí syn. Výchovu získal v jezuitském konviktu v belgické Lovani. Po studiích vstoupil do armády a zúčastnil se prusko-rakouské války, ještě v roce 1866 opustil armádu s hodností nadporučíka u hulánů. V roce 1868 vstoupil do diplomatických služeb a působil jako legační tajemník v Římě, Paříži a Petrohradě. V roce 1875 vystoupil ze služeb ministerstva zahraničí a žil na svých statcích v Dolním Rakousku.

### Politik

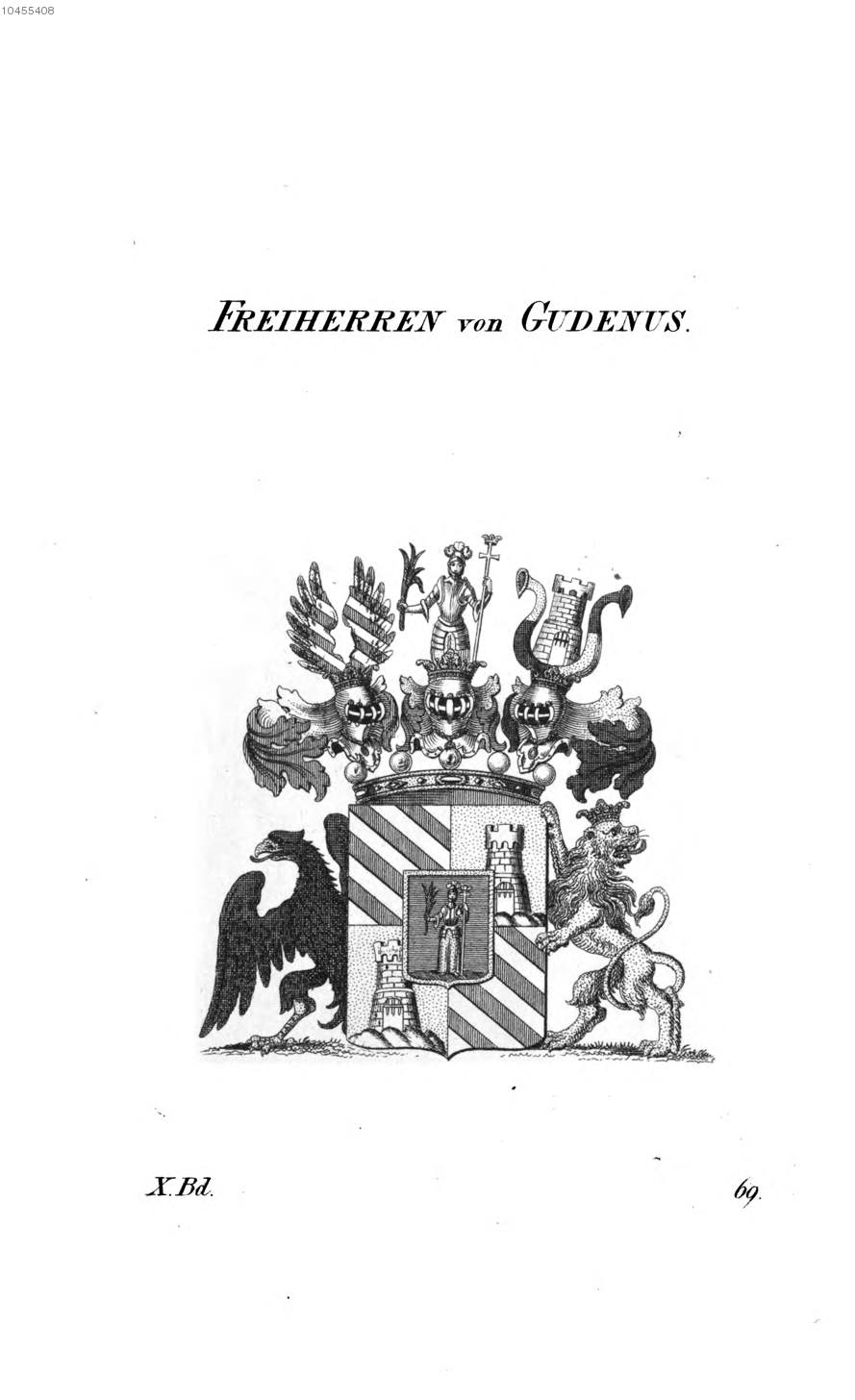
Erb rodu Gudenusů

V zemských volbách roku 1884 byl zvolen na Dolnorakouský zemský sněm za kurii velkostatkářskou. Mandát obhájil ve volbách roku 1890 a zemským poslancem byl až do své rezignace v listopadu 1894. V prvním volebním období zastupoval Stranu ústavověrného velkostatku, v druhém přešel do Strany konzervativního velkostatku. Od dubna 1893 do listopadu 1894 zastával funkci zemského maršálka, tedy předsedy sněmu a nejvyššího představitele zemské samosprávy v Dolních Rakousích (v jiných zemích monarchie se tento post nazýval zemský hejtman).
Působil také jako poslanec Říšské rady (celostátního parlamentu Předlitavska), kam nastoupil ve volbách roku 1885 za kurii velkostatářskou v Dolních Rakousích. Mandát obhájil ve volbách roku 1891. Rezignaci oznámil na schůzi 10. října 1893. Místo něho pak do parlamentu usedl Rudolf Doblhoff. Ve volebním období 1885–1891 se uvádí jako baron Leopold von Gudenus, statkář, bytem Vídeň. Po volbách roku 1885 se uvádí jako člen klubu Sjednocené německé levice, do kterého se spojilo několik ústavověrných (liberálně a centralisticky orientovaných politických proudů). Po rozpadu Sjednocené levice přešel do frakce Německorakouský klub. V roce 1890 se uvádí jako poslanec obnoveného klubu německých liberálů, nyní oficiálně nazývaného Sjednocená německá levice. I ve volbách roku 1891 byl na Říšskou radu zvolen za klub Sjednocené německé levice.

### Dvořan
Kromě politiky se uplatnil ve vysokých funkcích u císařského dvora. V letech 1894–1897 byl nejvyšším hofmistrem ovdovělé korunní princezny Štěpánky. V letech 1897–1904 zastával funkci císařského nejvyššího lovčího a svou kariéru završil jako císařský nejvyšší komoří (1904–1913). 
Zemřel v říjnu 1913 na svém statku v Ulrichskirchenu.

### Majetek a rodina
Při dělení dědictví po otci získal velkostatek Ulrichskirchen v Dolním Rakousku s rozlohou 1.153 hektarů půdy, sídlem byl zámek Ulrichskirchen.
V roce 1877 se v Opočně oženil s hraběnkou Idou Magdalenou Colloredo-Mansfeldovou (1845–1914), dcerou knížete Josefa Františka Colloredo-Mansfelda. Ida byla později c. k. palácovou dámou. Z jejich manželství se narodily tři děti, z nichž dvě zemřely v dětství. Prostřední dcera Terezie Karolína (1880–1930) se provdala za hraběte Jana Maxmiliána z Hardeggu (1870–1945).
Leopoldův nejstarší bratr Jindřich (1839–1915) byl vlastníkem stěžejní části rodového dědictví v Dolním Rakousku (Waidhofen an der Thaya) a získal dědičné členství v Panské sněmovně. Další bratr Josef (1841–1919) byl poslancem říšské rady a zemským maršálkem v Dolním Rakousku. Nejmladší z bratrů Gabriel (1853–1915) vlastnil velkostatek Moravec na Moravě. Všichni sourozenci byli v roce 1907 povýšeni do hraběcího stavu.
Jeho švagrem byl hrabě Jeroným Colloredo-Mansfeld (1842–1881), v letech 1875–1879 rakouský ministr zemědělství.

## Tituly a ocenění
V roce 1882 byl jmenován c. k. komořím a jako nejvyšší hofmistr ovdovělé korunní princezny Štěpánky obdržel v roce 1894 titul c. k. tajného rady s nárokem na oslovení Excelence. Jako dlouholetý vysoký hodnostář u císařského dvora získal řadu vyznamenání v Rakousku-Uhersku i od zahraničních panovníků. Byl také čestným rytířem Řádu německých rytířů. Jako dlouholetý císařský nejvyšší komoří měl v kompetenci péči o umělecké sbírky Habsburků a díky tomu zastával také funkci prezidenta kuratoria Uměleckohistorického muzea ve Vídni, byl také členem Centrální komise pro památkovou péči. V roce 1907 byl spolu se svými bratry povýšen do hraběcího stavu. Nejvyššího ocenění dosáhl v roce 1911 jako rytíř Řádu zlatého rouna. Spolu se svými bratry byl v roce 1907 povýšen na hraběte.

### Rakousko-Uhersko
- Řád železné koruny III. třídy (1878)
- Válečná medaile (1878)
- Jubilejní pamětní medaile (1898)
- Řád železné koruny I. třídy (1898)
- velkokříž Leopoldova řádu (1908)
- Řád zlatého rouna (1911)

### Zahraničí
- Řád svaté Anny I. třídy (Rusko)
- Řád pruské koruny I. třídy (Německo)
- velkodůstojník Řádu Osmanie (Osmanská říše)
- Řád lva a slunce I. třídy (Persie)
- velkokříž Řádu Isabely Katolické (Španělsko)
- velkokříž Řádu Karla III. (Španělsko)
- velkokříž Řádu Leopolda (Belgie)
- velkodůstojník Viktoriina řádu (Spojené království)
- velkokříž Řádu Albrechtova (Sasko)
- velkokříž Řádu polární hvězdy (Švédsko)
- velkokříž Řádu Bertholda I. (Bádensko)
- Řád sv. Michaela II. třídy (Bavorsko)
- velkokříž Řádu Gryfa (Meklenbursko-Zvěřínsko)
- Vévodský sasko-ernestinský domácí řád (Sasko-Altenbursko)
- Řád sv. Silvestra (Papežský stát)